# Wacław Kłyszewski
Wacław Kłyszewski (ur. 7 września 1910 w Warszawie, zm. 22 listopada 2000 tamże) – polski architekt, przedstawiciel modernizmu.

## Życiorys
Syn Antoniego. Ukończył w 1936 studia na Wydziale Architektury Politechniki Warszawskiej. W tym samym roku podjął współpracę autorską z Eugeniuszem Wierzbickim i Jerzym Mokrzyńskim, z którymi stworzył zespół „Tygrysów”.
Uczestnik kampanii wrześniowej. Więzień obozów jenieckich: w Spittal an der Drau i Oflag II C Woldenberg.
Współautor m.in. Domu Partii w Warszawie (1948−1952), Dworca Kolejowego w Katowicach (1959), zburzonego w 2011, Domu Marynarza w Szczecinie (1972), Filharmonii Podkarpackiej, Zespół Szkół Muzycznych nr 1 w Rzeszowie (1965−1974), Muzeum Sztuki Nowoczesnej w Skopje (1969−1970).
Członek O. Warszawskiego Stowarzyszenia Architektów Rzeczypospolitej Polskiej (od 1936), rzeczoznawca SARP, członek GSK SARP (1975−1978).
Zmarł w Warszawie, pochowany na cmentarzu Powązkowskim (kwatera 31 wprost-6-5).

## Ordery i odznaczenia
- Order Sztandaru Pracy II klasy (1969)
- Krzyż Oficerski Orderu Odrodzenia Polski (1964)
- Krzyż Srebrny Orderu Virtuti Militari
- Złoty Krzyż Zasługi (15 lipca 1955)[1]
- Krzyż Walecznych
- Medal 10-lecia Polski Ludowej (22 grudnia 1954)[9]
- Odznaka „Milionera” (1974)
- Złota Odznaka SARP (1963)
- Srebrna Odznaka SARP (1957)

Źródło:.

## Nagrody
- Nagroda Państwowa III stopnia (zespołowa) za projekt gmachu KC PZPR (1951)[10]
- Nagroda Państwowa II stopnia (zespołowa) za całość działalności architektonicznej w minionym 10-leciu (1955)[11]
- Honorowa Nagroda SARP (wspólnie z Jerzym Mokrzyńskim i Eugeniuszem Wierzbickim) (1968)[2]
- Nagroda Ministra Budownictwa i Przemysłu Materiałów Budowlanych I stopnia (zespołowa) (1973)[4]
- Nagroda Państwowa I stopnia (zespołowa) (1974)[4]